# 베버리지 보고서

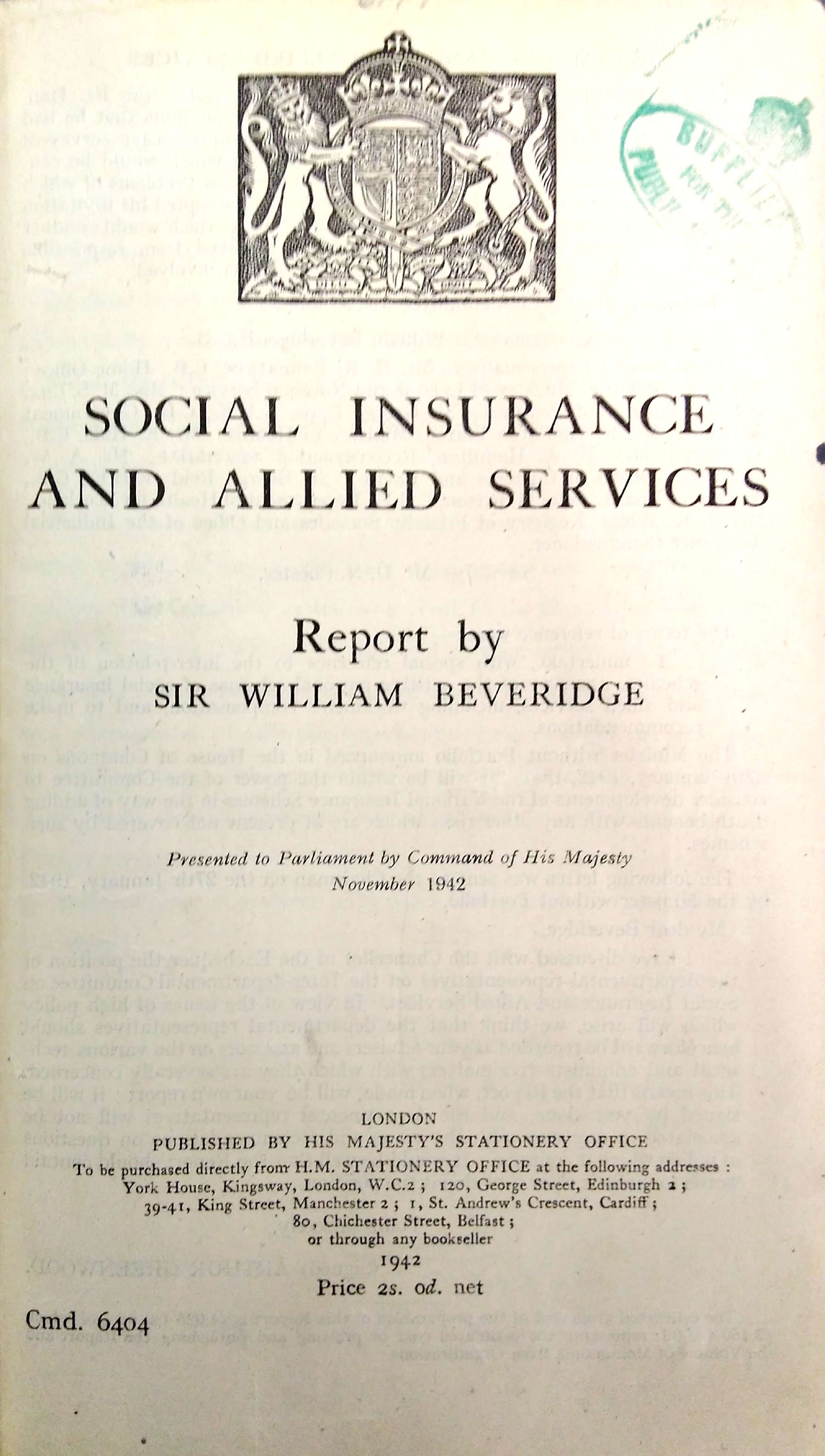

베버리지 보고서(Beveridge Report)는 윌리엄 베버리지(William Henry Beveridge)가 사회보장 제도의 확대를 위해 구상한 보고서로, 제2차 세계 대전 후의 영국이 가야 할 복지국가의 토대가 되었다. 정식 명칭은 사회보험과 관련 서비스(Social Insurance and Allied Services)이다.
2차 대전이 진행 중이던 1941년, 영국 노동조합총연맹의 청원을 계기로 부처 간 위원회가 조직되어 국민건강보험제도에 관한 검토를 시작하였다. 이 검사에 기반하여 1942년 11월에 제시된 것이 베버리지 보고서로, 건강보험, 실업보험, 연금 등 모든 국민을 대상으로 하는 제도를 정비하는 것을 주 내용으로 하였다. 이 보고서는 대중의 관심을 집중시켰고, 복지 국가로의 기대를 가지게 하였다.
유럽에서 2차 대전이 끝난 뒤인 1945년 7월에 치러진 선거에서 노동당이 대승을 거둬 클레멘트 애틀리(Clement Richard Attlee)가 이끄는 내각이 출범하였고, 베버리지 보고서의 구상을 실현하기 시작했다. 1946년에는 1946년 국민보험법, 국민보건서비스법, 국민부조법 등이 제정되었으며, 소위 「요람에서 무덤까지」로 일컬어지는 복지 국가로의 길을 걷기 시작하였다.

## 내용
베버리지는 보고서에서 궁핍(want), 질병(disease), 무지(ignorance), 불결(squalor), 나태(idleness)를 '다섯 가지 악'으로 명명하여 국가가 사회보험 제도를 정비하여 이에 대항해야 하며, 불가능할 경우에는 공공부조를 설계해야 한다고 주장했다.
또한 사회보험에 대해서 6가지의 원칙을 제시하였는데 이는 각각 생존수준의 정액급여(Flat rate of subsistence benefit), 정액기여(Flat rate of contribution), 행정책임의 단일화(Unification of administrative responsibility), 급여의 적절성(Adequacy of benefit), 포괄성(Comprehensiveness), 그리고 대상분류(Classification)을 말한다.
한편, 베버리지 보고서는 케인스 경제학의 강한 영향을 받았는데 정작 베버리지 자신은 신고전파 경제학에 가깝다. 베버리지가 지향한 것은 '완전한 평등'이 아니라 어디까지나 최저한도의 보장이었다.

## 평가
베버리지 보고서는 영국 이외에 많은 국가의 복지 정책에도 영향을 미쳤는데, 무엇보다 자산조사없이 권리로서 받는 생존수준의 급여를 제안함으로써 전후 새로운 사회의 청사진으로 비춰졌다. 하지만 베이트-윌슨(Veit-Wilson)이나 힐즈(Hills) 등은 이 원칙이 쇠퇴했다고 주장하였으며, 볼드윈(Baldwin)은 사회보험을 통해 모든 사람을 보호할 수 있다는 아이디어 자체가 실현불가능한 것이라는 얘기도 하였다.
덴마크의 사회학자인 요스타 에스핑-안데르센(Gøsta Esping-Andersen)은 영국의 복지 국가 모델을 '자유주의적 복지 제도'로 분류하였다.즉 저소득층에 집중함으로써 빈곤을 퇴치하고자 하는 복지국가라는 뜻이다.

## 같이 보기
- 복지 국가
- 국민 건강 서비스(NHS)

## 참고 문헌
- 무라오카 겐지(村岡健次) 등 『世界歴史大系 イギリス史3』(세계역사대계 영국사 3)
- Jose Harris 『William Beveridge A Biography』
- 가시노 겐조(柏野 健三) 『英国社会福祉政策の発達』(영국 사회복지정책의 발달)